# Барбуда
Барбу́да (англ. Barbuda) — остров в Карибском море, в группе Малых Антильских островов. Является одним из островов государства Антигуа и Барбуда. Основная часть населения проживает в городе Кодрингтон. Население — 1634 человека (2011).

## География
Барбуда расположен в 40 км к северу от Антигуа, к югу от острова лежат острова Монтсеррат и Гваделупа, к северу и западу — Невис, Сент-Китс, Сен-Бартелеми и остров Святого Мартина. Площадь острова составляет 161 км², наивысшая точка — холм Линдсей (44 м), расположенный в северо-восточной части. Имеется несколько пещер.
Большая часть острова занята лесом, фауна и флора здесь сохранились лучше, чем на Антигуа. В лагуне-заповеднике обитают фрегаты. Рек и озёр на острове нет, пресная вода добывается из колодцев.
Остров Барбуда имеет субтропический климат, температура может изменяться от 18 °C до 45 °C. В среднем за год выпадает 1000 мм осадков.

## История
Во время прибытия на остров второй экспедиции Колумба в 1493 году он был заселён араваками. Ранние поселения испанцев и французов отошли Великобритании, которая в 1666 году основала на острове колонию.
В 1685 году остров был отдан в аренду братьям Кодрингтонам, которые основали одноимённый город. Семья Кодрингтонов использовала земли острова для выращивания продовольствия, а также занималась транспортировкой рабов на свои сахарные плантации на Антигуа. В 1740-е годы на острове было несколько восстаний рабов, которые были освобождены в 1834 году.
1 ноября 1981 года остров обрёл независимость в качестве неотъемлемой части Антигуа и Барбуды, члена Содружества Наций. На выборах 1989 года Движение за независимость Барбуды получило слишком мало голосов (71), чтобы претендовать на место в национальном парламенте.
В 2017 году в ходе урагана «Ирма» было уничтожено более 95% инфраструктуры острова. По состоянию на 2019 год, большая часть жителей вернулась на остров.

## Туризм
Климатические особенности Барбуды, нетронутые пляжи и география привлекали туристов на протяжении многих лет. Барбуда обслуживалась аэропортом Кодрингтон, а также имела паромное сообщение с Антигуа. Виды активного отдыха включали плавание, дайвинг, рыбалку. По состоянию на август 2017 года на острове оставалось лишь два действующих курорта, до урагана «Ирма» планировалось построить ещё несколько.
Популярные достопримечательности включали в себя птичий заповедник фрегатов, башню Мартелло, форт XIX века и индейскую пещеру с двумя высеченными на скале петроглифами. Другие достопримечательности включали пещеру Дарби, Хайленд-хаус (по-местному называемый Виллибоб), руины дома семьи Кодрингтон XVIII века и разделительную стену, которая отделяла богатые семьи от рабов.